# Карріон-де-Калатрава
Карріон-де-Калатрава (ісп. Carrión de Calatrava) — муніципалітет в Іспанії, у складі автономної спільноти Кастилія-Ла-Манча, у провінції Сьюдад-Реаль. Населення — 2937 осіб (2010).
Муніципалітет розташований на відстані близько 160 км на південь від Мадрида, 10 км на схід від Сьюдад-Реаля.

## Демографія
Динаміка населення (INE ):

## Галерея зображень

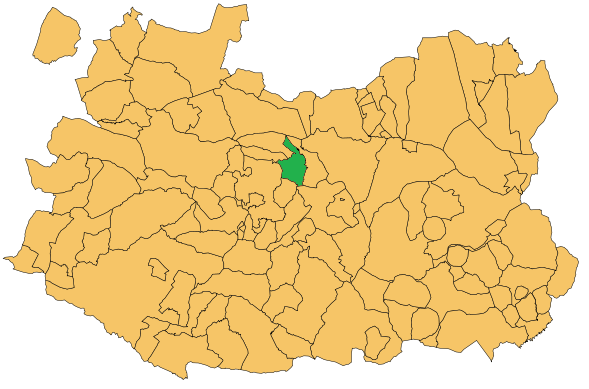
Розташування муніципалітету у провінції Сьюдад-Реаль